# It's a Gift
It's a Gift is een Amerikaanse filmkomedie uit 1934 met in de hoofdrol W.C. Fields. De film werd in 2010 opgenomen in het National Film Registry.

## Verhaal
De kruidenier Harold Bissonnette wordt zo moe van zijn gezin dat hij op een dag vrouw en kinderen verlaat. Hij wil eigenaar worden van een sinaasappelplantage.  

## Rolverdeling
| Acteur          | Personage         |
| --------------- | ----------------- |
| W.C. Fields     | Harold Bissonette |
| Kathleen Howard | Amelia            |
| Jean Rouverol   | Mildred           |
| Tommy Bupp      | Norman            |
| Julian Madison  | John Durston      |
| Del Henderson   | Charles Abernathy |